# Санко, Жибриль
Жибриль Санко (англ. Gibril Sankoh; 15 мая 1983, Фритаун, Сьерра-Леоне) — сьерралеонский футболист, игравший на позиции защитника. Выступал в сборной Сьерра-Леоне.

## Карьера

### Клубная
Игрок начал профессиональную карьеру в 2004 году в Эредивизионе Нидерландов в составе клуба «Телстар». Через год покинул команду и перешёл в другой нидерландский клуб «Гронинген», в котором отыграл пять сезонов. 20 мая 2010 года Санко подписал контракт с немецким «Аугсбургом».
6 февраля 2013 года Санко перешёл в клуб первой лиги Китая «Хэнань Констракшн».
В июле 2015 года Санко вернулся в чемпионат Нидерландов, подписав контракт с командой «Рода».

### Международная
Жибриль Санко родился в Сьерра-Леоне, однако вырос в Нидерландах. По различным причинам игрок длительное время не выступал за национальную сборную Сьерра-Леоне, в том числе из-за длительных перелётов.
8 сентября 2012 года в возрасте 29 лет игрок дебютировал за сборную Сьерра-Леоне в матче против команды Туниса на кубке африканских наций 2013 года. Команда выступила неудачно, а Санко во втором матче турнира получил красную карточку во второй игре с Тунисом 13 октября.